# Linospora vulgaris
Linospora vulgaris är en svampart som beskrevs av Fuckel 1870. Linospora vulgaris ingår i släktet Linospora, ordningen Diaporthales, klassen Sordariomycetes, divisionen sporsäcksvampar och riket svampar.   Inga underarter finns listade i Catalogue of Life.